# Nemeritis macrura
Nemeritis macrura är en stekelart som först beskrevs av Henry Lorenz Viereck 1925.  Nemeritis macrura ingår i släktet Nemeritis och familjen brokparasitsteklar. Inga underarter finns listade i Catalogue of Life.